# Station Czerwionka Dębieńsko
Station Czerwionka Dębieńsko is een spoorwegstation in de Poolse plaats Czerwionka.